# Joey Cheek
Pour les articles homonymes, voir Joey et Cheek.
Joey Cheek, né le 22 juin 1979 à Greensboro, Caroline du Nord, est un patineur de vitesse américain.
Particulièrement impliqué dans l'humanitaire et la crise du Darfour, il avait prévu d'assister aux Jeux olympiques d'été de 2008 pour encourager les athlètes de Team Darfur, l'association qu'il a cofondée. Son visa a été révoqué par l'ambassade de Chine quelques heures avant son départ pour la Chine.

## Palmarès
- Jeux olympiques
  -  Médaille d'or sur 500 m en 2006, aux Jeux olympiques d'hiver de 2006 à Turin (Italie)
  -  Médaille d'argent sur 1 000 m en 2006, aux Jeux olympiques d'hiver de 2006 à Turin (Italie)
  -  Médaille de bronze sur 1 000 m en 2002, aux Jeux olympiques d'hiver de 2002 à Salt Lake City

- Championnats du monde